# Suannonbeek
De Suannonbeek, Zweeds – Fins: Suannonoja, is een beek in het noorden van Zweden, bestaat eerst uit twee beken, die samenkomen, stroomt verder naar het oosten door de gemeente Pajala en is met de langste beek aan het begin ongeveer vier kilometer lang. 
Afwatering: Suannonbeek → Muonio → Torne → Botnische Golf